# Eucrotala nucleata
Eucrotala nucleata är en fjärilsart som beskrevs av Edward Meyrick 1917. Eucrotala nucleata ingår i släktet Eucrotala och familjen äkta malar. Inga underarter finns listade i Catalogue of Life.